# Elzenbladvlo
De elzenbladvlo (Psylla alni) is een bladvlo uit de familie Psyllidae. Het is monofaag op de meeste Betulaceae (Alnus glutinosa, Alnus hirsuta, Alnus incana, Alnus japonica, Alnus viridis).

## Beschrijving
Psylla alni kan een lichaamslengte bereiken van ongeveer 5 tot 6 mm. Deze vrij grote bladvlo's hebben een groene kop, lichaam en poten, en vrij lange antennes. De ribben marginale aderen van de vleugels zijn groen, terwijl de andere aders bruin zijn. Volwassenen zijn aanvankelijk groen en worden later oranje, bruin of roodachtig. De nimfen zijn meestal bedekt met witte wasachtige afscheidingen. In het vijfde stadium kunnen nimfen een lengte bereiken van ongeveer 2 tot 3 mm.

## Levenswijze
Volwassenen zijn te vinden van juni tot oktober. Deze soort heeft één generatie per jaar (univoltien) en overwintert als ei. Larven voeden zich met jonge scheuten in de bladoksels.

## Verspreiding
Deze soort is aanwezig in het Palearctisch gebied (van Europa tot Siberië en Sachalin, Kazachstan, de Kaukasus) en in het Nearctisch gebied (Canada en de Verenigde Staten).